# Буркард фон дер Остен
Буркард фон дер Остен ’Млади’ (на немски: Burkard von der Osten, 'der Junge'; * пр. 1254; † сл. 1317) е рицар, благородник от стария род фон дер Остен от Херцогство Померания, княжески унтер /под-фогт на Щралзунд.
Той е син на рицар Хайнрих де Остен († сл. 1230) и внук на рицар Герхард фон дер Остен († сл. 1236) и съпругата му Маргарета фон Хаген-Шверин, сестра на Фридрих фон Хаген († 1239), епископ на Шверин (1238 – 1239), дъщеря на Гунцел I фон Хаген, граф на Шверин († 1185) и съпругата му Ода фон Люхов († 1191).
Баща му Хайнрих де Остен е министериал, по-късно рицар на княз Яромар фон Рюген, съ-основател (1209) на град Щралзунд, където притежава имение. Брат е на неженените Липолд фон дер Остен 'Стари' († сл. 1254) и Теодерикус фон дер Остен († сл. 1274), който е 1274 г. в свитата на княза на Верле в двора на Гюстров.
През 1254 г. Буркард фон дер Остен и братята му даряват место за строеж на францисканския манастир в Щралзунд.

## Деца
Буркард фон дер Остен има четири сина:
- Йохан фон дер Остен, наричан фон Дамиц (* пр. 1254; † сл. 1336), рицар в Дамиц (1276), съветник в Княжество Рюген, маршал на епископа на Камин, неженен
- Хайнрих фон дер Остен (* пр. 1273; † сл. 1324), маршал на княза на Рюген, рицар в Царенцин, има 1288 г. господарско имение в Щралзунд и 1308 г. къща на „Папенщрасе“; има четири сина
- Бертолд фон дер Остен (* пр. 1286; † сл. 1319), маршал на княза на Рюген, рицар в Кедингсхаген, 1310 г. в двора в Гюстров; неженен
- Арнолд фон дер Остен, наричан фон Дамиц (* пр. 1301; † 1331), рицар, княжески грос-фогт на Щралзунд, в Рюген и по-късно в Базепол (Мекл.), женен за фон Щове; бездетен